# Giả Uông
Giả Uông (chữ Hán giản thể: 贾汪区, âm Hán Việt: Giả/ Giá Uông khu) là một quận thuộc địa cấp thị Từ Châu, tỉnh Giang Tô, Cộng hòa Nhân dân Trung Hoa. Quận này có diện tích 690 km², dân số năm 2005 là 486.000 người.
Về mặt hành chính, quận Giả Uông được chia ra 2 nhai đạo, 7 trấn là:
- Nhai đạo: Lão Quáng, Hạ Kiều.
- Trấn: Giả Uông, Đại Ngô, Tử Trang, Thanh Sơn Tuyền, Giang Trang, Biện Đường, Tháp Sơn.